# Beurières
Beurières – miejscowość i gmina we Francji, w regionie Owernia-Rodan-Alpy, w departamencie Puy-de-Dôme.
Według danych na rok 1990 gminę zamieszkiwało 336 osób, a gęstość zaludnienia wynosiła 21 osób/km² (wśród 1310 gmin Owernii Beurières plasuje się na 521. miejscu pod względem liczby ludności, natomiast pod względem powierzchni na miejscu 597.).